# Heideweiher (Naturschutzgebiet)
Koordinaten: 52° 59′ 57″ N, 11° 52′ 51″ O
Das Naturschutzgebiet Heideweiher liegt im Landkreis Prignitz in Brandenburg. Es erstreckt sich nordöstlich von Kuhblank, einem bewohnten Gemeindeteil der Gemeinde Breese, und von Klein Lüben, einem Ortsteil der Stadt Bad Wilsnack. Östlich des Gebietes verläuft die Landesstraße L 10 und südwestlich die L 11. Südöstlich erstreckt sich das 348 ha große Naturschutzgebiet Jackel.

## Bedeutung
Das 61,85 ha große Gebiet mit der Kennung 1066 wurde mit Verordnung vom 1. Juni 1972 unter Naturschutz gestellt.